# Hariang (Buahdua)
Hariang is een bestuurslaag in het regentschap Sumedang van de provincie West-Java, Indonesië. Hariang telt 3058 inwoners (volkstelling 2010).